# 放射性炭素年代測定

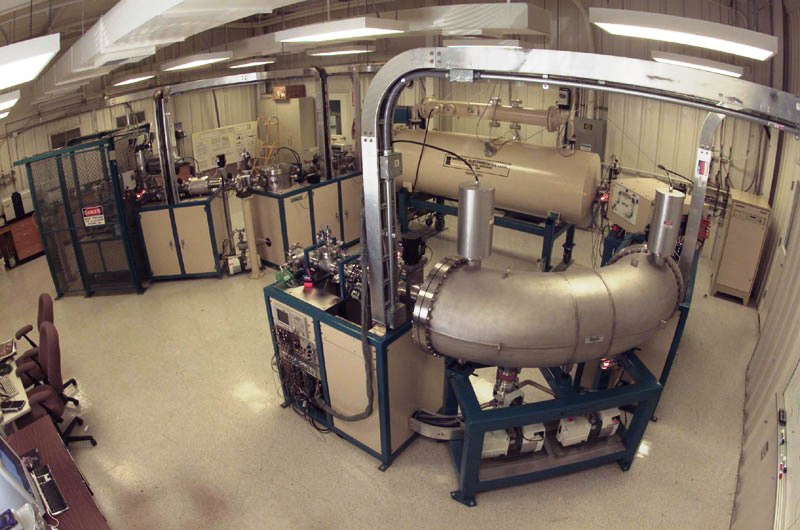
ローレンス・リバモア国立研究所の加速器質量分析計

放射性炭素年代測定（ほうしゃせいたんそねんだいそくてい、英: radiocarbon dating）とは、炭素の放射性同位体の一つである14Cの性質を利用して有機物を含む物体の年代測定を行う手法である。1940年代の後半にシカゴ大学のウィラード・リビーによって研究開発され、それによってリビーは1960年のノーベル化学賞を受賞した。日本語では炭素14法、炭素年代測定法、C14法、C14年代測定法とも言われる。
地球大気中に豊富に存在する窒素（14N）に宇宙線が作用することで14Cが恒常的に作られていることを利用した方法である。発生した14Cは大気中の酸素と結合して放射性二酸化炭素となり、光合成によって植物に取り込まれ、さらに植物を食べた動物に取り込まれる。個々の14Cはやがて放射性崩壊を起こして別の核種に変わるが、外部からの供給が続けば体内の14C量はある平衡値に落ち着くことになる。しかしそれらの動物や植物が死ぬと、環境との炭素交換が止まるため14Cは減る一方となる。すなわち、木切れや骨片など生体に由来する試料に含まれる14Cの量を測定すれば、元となった生物がいつ死んだかを知ることができる。14Cの半減期（ある核種について存在量の半数が崩壊するのにかかる時間）は約5730年であり、試料が古いほど検出すべき14Cの量は低下していくので、信頼性のある年代測定が行えるのは最大で約5万年前までに限られる。ただし特殊な試料調製法によってそれより古い年代を測定できる場合もある。 
大気中での14Cの存在比は生体内14Cの量を決定づけるため、その値の変化を過去5000年にわたって調べる研究が1960年代から現在まで続いている。それを元にして較正曲線が作られ、試料の放射性炭素残存量から年代への換算を行う際に用いられている。ほかにも有機体の種類（分別効果）や生息域（リザーバー効果）の違いで14Cの存在比が異なることを考慮した較正も必要である。また、石炭や石油のような化石燃料の人為的利用も問題を複雑にしている。生体物質が化石燃料に変わるには長い時間がかかり、その間に元々含まれていた14Cは検出不可能なレベルに減少する。化石燃料の燃焼によって放出される二酸化炭素には14Cがほとんど含まれないことになる。このため大気中の14C存在比は19世紀末から顕著に低下し始めた。その逆に、1950年代から60年代にかけて行われた地上核実験は大気中の14Cを増加させた。この効果がピークを迎えた1965年ごろには14C量が核実験以前の2倍近くに上った。
当初、放射性炭素量の測定は試料中で14Cが崩壊するときに発生するベータ線をベータ線計数器で検出することで行われていた。近年ではより上位の手法として加速器質量分析(AMS) がある。AMSでは測定中に崩壊を起こした数ではなく14Cの全数をカウントしているため、微小な試料（植物種子など）の分析が可能で、はるかに短い時間で結果が得られる。
放射性炭素年代測定の発展は考古学に甚大な影響を与えた。遺跡の年代決定が従来の方法より正確に行えるようになったのに加え、距離的に隔絶した出来事の年代を比較することも可能になった。考古学史でその影響はよく「放射性炭素革命」といわれる。最終氷期の終結や、地域ごとの新石器時代・青銅器時代の始まりなど、有史以前の重大な移行が起きた年代が放射性炭素年代測定によって決定されてきた。

## 歴史
1939年、バークレー放射線研究所のマーティン・ケイメン とサム・ルーベンは、有機物質に豊富に含まれる元素の同位体であって生物学・医学研究で利用・応用できるほど半減期が長いものを探す研究を開始した。二人は同研究所のサイクロトロン加速器によって14Cを生成し、その半減期が当時考えられていたよりはるかに長いことを見出した。続いてフィラデルフィアのフランクリン研究所に所属していたサージ・A・コルフが高層大気中で14Nと熱中性子の反応により14Cが生成すると予想した。それまで14Cは重水素と13Cの反応によって生成する可能性が高いと考えられていた。バークレーに籍を置いていたウィラード・リビーは第二次世界大戦中のどこかの時点でコルフの研究を知り、放射性炭素を用いて年代測定が行えるというアイディアを持った。
リビーは1945年にシカゴ大学へ移って放射性炭素年代測定の研究開発を始めた。1946年には生体物質に非放射性の炭素だけでなく放射性の14Cが含まれている可能性を指摘する論文を発表した。リビーは共同研究者とともに実験に着手し、ボルチモアの下水処理場から採取したメタン試料に同位体濃縮を行うことで14Cの存在を実証した。対照的に石油を原料とするメタンからは年代が古いため放射性炭素は確認されなかった。この結果をまとめた論文は1947年に『サイエンス』誌に掲載された。リビーらはその中で、有機物由来の炭素を含む物体の年代測定が可能であることが示唆されたと主張した。
リビーとジェームズ・R・アーノルドは放射性炭素年代測定のアイディアを検証するために年代が判明している試料の分析を始めた。例として、エジプト王ジェセルとスネフェルの墳墓から出土した紀元前2625±75年と同定されている二つの試料に放射性炭素年代測定を行ったところ、平均で紀元前2800±250年という結果が得られた。この結果は1949年12月に『サイエンス』誌に掲載された。それから11年のうちに放射性炭素年代を研究開発するグループが世界中に20か所以上現れた。リビーはこの研究開発によって1960年にノーベル化学賞を受賞した。
14Cを発見した2名は当時は評価されなかった。ルーベンは1943年に実験時のホスゲンによる事故で死亡し、カーメンはマンハッタン計画に参加中にソ連のスパイとの疑惑をかけられて追放されたためである。カーメンは1955年に無実を証明して剥奪されていたパスポートを回復し、14C発見後の光合成の研究なども評価されて1989年にアルベルト・アインシュタイン世界科学賞、1995年にはエンリコ・フェルミ賞を受賞した。

## 背景

### 物理的・化学的背景
炭素の同位体は自然界に3種類存在する。そのうち二つ、炭素12 (12C) と炭素13 (13C) は安定で放射性を持たない。放射性の炭素14 (14C) は「放射性炭素」とも呼ばれる。14Cの半減期（最初にあった14Cの半数が崩壊するのにかかる時間）はおよそ5730年であるため、大気中の14C存在比は数千年の時間スケールで減少していくように思われるが、実際は成層圏下部および対流圏上部において14Cが恒常的に生み出されている。主に銀河宇宙線の作用によるもので、一部は太陽宇宙線の作用による。宇宙線は大気を通過する途中で中性子を生み出し、窒素14 (14N) 原子が中性子と衝突すると14Cに変換される。これが14C生成経路の中心である。核反応式で表すと以下のようになる。
n + 14
7N → 14
6C + p
ここでnは中性子を、pは陽子を表す。
生成した14Cはすぐに大気中の酸素原子 (O) と結合して一酸化炭素 (CO) となり、最終的に二酸化炭素 (CO2) となる。
14C + O2 → 14CO + O
14CO + OH → 14CO2 + H
こうして発生した二酸化炭素は大気を拡散していき、海水に溶けたり、光合成によって植物に取り込まれる。その植物を動物が摂取し、最終的に生物圏の全体に放射性炭素が行き渡る。12Cに対する14Cの存在比はおよそ 1.25 : 1012 である。そのほか、安定同位体13Cは全炭素の約1%を占める。
14Cの放射性崩壊は以下の式で表される。
14
6C → 14
7N + e−
  + ν 
e
ベータ粒子（電子、e−
 ）および反電子ニュートリノ（ν 
e）を放出することで14C原子核の中性子の一つが陽子に変換し、非放射性の安定同位体である14Nに戻る。

### 原理
動植物は生きている間、呼吸や摂食を通じた炭素交換によって環境との平衡を保っている。したがって、陸生の場合は大気と同じ割合、海生の場合は海水と同じ割合の14Cを持つことになる。動植物が死ぬと14Cの供給は止まるが、死んだ時点で生体物質に含まれていた14Cは崩壊を続けるので、死骸の中で12Cに対する14Cの存在比は徐々に減っていく。14Cの崩壊速度は分かっているので、その存在比を通じて試料が炭素交換を止めてからの時間を求めることができる。
放射性同位体の崩壊は一般に以下の式に従う。
{\displaystyle N=N_{0}\,e^{-\lambda t}\,}
N0 は試料が t = 0（元となった有機体が死んだ時刻）の時点で持っていたその同位体種の原子数、N は時刻 t における残存原子数を意味する。崩壊定数 λ は同位体種によって決まる定数で、平均寿命（ある原子が放射性崩壊を起こすまでにかかる時間の期待値）の逆数に等しい。14Cの平均寿命8267年（ τ で表される）を上式に適用すると以下が得られる。
{\displaystyle t=\ln(N_{0}/N)\cdot 8267{\text{years}}}
試料の14C/12C比は最初大気と等しかったと仮定する。試料の量は既知なので試料中の全炭素原子数は算出でき、それらから試料の初期14C原子数 N0 が求められる。あとは現在の14C原子数 N を測定すれば上式を用いて試料年代 t を計算することができる。
上式は平均寿命で表されているが、放射性同位体種に関しては平均寿命より半減期（ t1/2 と書かれることが多い）の概念の方がよく知られているため、14Cについても平均寿命より半減期の値が言及されることが多い。現在14Cの半減期として認められている値は 5700±30 年である。すなわち、5700年が経過すると最初にあった14Cのうち半数しか生き残っておらず、11400年後には1/4、17100年後には1/8になる。以降も同様である。
上記の計算ではいくつかの仮定を置いている。大気の14Cレベルが時間的に変化しないというのはその一つである。実際には大気の14Cレベルは過去に大きく変動しているため、上式から得られた値は別のソースからのデータを用いて較正する必要がある。後述するように、試料中14Cの測定値から年代推定値に換算するための較正曲線が存在する。換算の過程で「放射性炭素年代（→英: radiocarbon age）」という値が出てくるが、これは較正曲線を適用せずに大気中14C/12C比が不変だという仮定に依拠している値を意味する。
放射性炭素年代の算出には14Cの半減期の値も必要である。リビーが1949年に書いた論文ではエンゲルケマイヤーらによる5720±47年の値が使われていた。これは現在の値に非常に近かったが、その後まもなく5568±30年に訂正され、その値が10年以上にわたって標準的に使われた。しかし1960年代の始めに5730±40年に再訂正された。それ以前に公刊された多くの論文の年代は誤っていたことになる（半減期の誤差はおよそ3％）。それら初期の論文との整合性を保つため、英国ケンブリッジ大学で開催された1962年の放射性炭素会議において「リビーの半減期」として5568年の値を使う合意がなされた。現在でも放射性炭素年代はこの半減期を使って計算されており、「慣用放射性炭素年代」とも言われる。IntCalと呼ばれる標準的な較正曲線はこの慣用年代に対応しているため、慣用年代をIntCal曲線で較正すれば正確な暦年代が得られる。大気中14C存在比の時間的変動と、14C半減期のずれという二つの誤差要因により、未較正の放射性炭素年代は暦年代の最良推定値と大きく異なっている場合があるため注意が必要である。

### 炭素リザーバー

炭素リザーバーの模式図。それぞれのリザーバーが持つ炭素の割合と^{14}Cの移動様式を示している。

炭素は大気圏、生物圏、海洋にわたって存在している。これらは炭素リザーバーと総称され、個々の要素も炭素リザーバーと呼ばれる。炭素の貯蔵量や宇宙線によって生成した14Cの拡散が完了するまでの時間はリザーバーごとに異なっている。リザーバー内の12C対14Cの存在比はその影響を受けるため、そこから採取された試料の放射性炭素年代にも影響がある。14Cが作られる場所である大気圏には全炭素の1.9%が貯蔵されており、大気圏内での14Cの拡散は7年以下で完了する。大気圏の同位体存在比はほかのリザーバーに対する基準となる。あるリザーバーで14C/12C比が大気圏よりも低いなら、炭素の年代が古く一部の14Cが壊変してしまったか、あるいは大気圏以外から炭素を供給されていることを意味する。海洋表層はそのようなリザーバーの一例で、全炭素の2.4%を貯蔵しているが、14Cの量は大気圏の存在比と等しかった場合の95%でしかない。大気圏の炭素が海洋表層に溶け込むには数年しかかからないが、海洋表層は海洋リザーバーの炭素貯蔵量の90%にあたる海洋深層とも水を交換している。深層海水はおよそ1000年かけて循環して表層に戻ってくる。そのため表層では、14Cが減少した古い水と、大気圏の14Cと平衡状態にある表層水とが混じり合っていることになる。
海洋表層で生活する生物は周囲の海水と等しい14C/12Cを持つため、体内の14Cは大気に比べると少ない。その影響で、現生の海洋生物であっても放射性炭素年代を測定すると400年に近い値になる。一方で陸生生物の14C/12C比は大気圏と等しい。これらの生命体は全体で炭素の1.3%を貯蔵している。海洋生物は総重量にして陸生生物の1%以下でしかないため上の図には示されていない。死んだ動植物に由来する有機物は炭素貯蔵量が生物圏の3倍に近い。それらは環境と炭素の交換を行わないので14C/12C比は生物圏より小さくなっている。

## 年代測定に影響する要因
炭素リザーバーごとに14C/12C比が異なる以上、試料が保有する14Cの量だけを考えて年代を計算しても不正確な結果しか得られない。ほかにも検討すべき誤差要因はいくつか存在するが、それらは大きく4種類に分けられる。
- 大気中14C/12C比の地域的・時間的な変動
- 同位体分別（英語版）
- リザーバーごとの14C/12C比の変動
- コンタミネーション（試料汚染）

### 大気中14C/12C比の変動

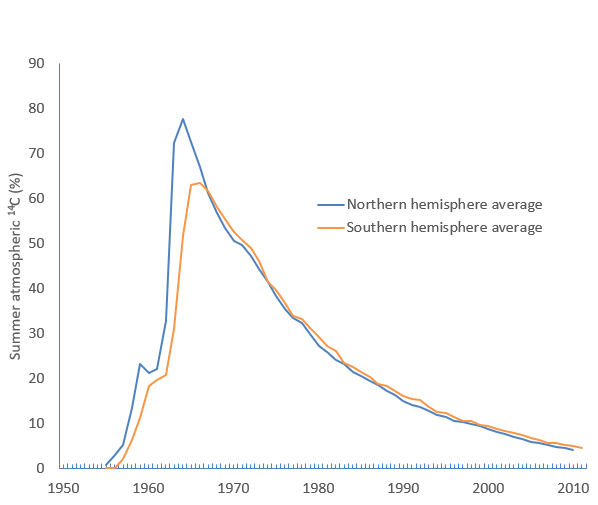
北半球（青）と南半球（赤）の大気^{14}C。核実験以前のレベルからの超過分をパーセンテージで示している。1963年10月10日に部分的核実験禁止条約が発効した。

放射性炭素年代測定が行われ始めた当初から、この手法が数千年間にわたって大気中14C/12C比が不変だったという前提に頼っていることは理解されていた。その妥当性を確かめるため、ほかの手段によって年代が確定している考古遺物を用いた検証実験が行われたが、結果は十分に一致していた。しかしやがて、最初期エジプト王朝に関する既知の年代と、エジプトの考古遺物の放射性炭素年代との齟齬が目立ち始めた。既存の年代学と新しい放射性炭素年代分析のどちらも正確だという保証はないものの、14C/12C比が時間と共に変化しているという第三の可能性も考えられた。この問題は年輪の研究によって解決された。年代が重なり合う複数の年輪試料から取った14C/12C比のデータ列をつなげて8000年間にわたる連続的な年輪データが構築された（その後、年輪データ列は13900年間にまで拡張された）。1960年代にハンズ・スースは年輪データを用いて放射性炭素分析による年代データがエジプト学者の与えた年代と一致することを実証した。この方法は、トウモロコシのような一年生草が単純にその年の大気中14C/12C比を反映するのに対し、樹木は最外層の年輪にしか炭素を取り込まないという事実を利用している。それぞれの年輪は形成された年の14C/12C比を記録していることになるので、年代が分かっている年輪試料の N（試料中に残存する14C原子数）を測定し、放射性炭素年代測定の方程式を用いて N0（年輪が形成された時点での14C原子数）を計算すれば、各年における大気中14C/12C比が分かる。これらの年輪データを基にして、大気中14C/12C比の時間変動に由来する誤差を補正するための較正曲線が構築された。較正曲線については以下で詳しく扱う。
19世紀には石炭と石油が大量に燃焼されるようになった。それらは検出可能な量の14Cを含まないほど年代が古いため、放出されたCO2は大気中の14Cを大幅に希釈することになった。このため20世紀初頭の物体を測定すると見かけの年代が実際より古くなる。同じ理由で大都市の近くでは14C濃度が大気の平均よりも低下する。この化石燃料効果（1955年に初めて指摘したハンズ・スースにちなんでスース効果とも）は、仮に化石燃料由来の炭素がリザーバー全域に均等に分配されたとすれば14Cの比放射能を0.2%減少させるにすぎないが、大気から深海に炭素が混合するには長い時間がかかるため、実際の減少は3%に上っている。
大気に多数の中性子を放出して14Cを生成する地上核実験は化石燃料よりはるかに大きな影響を生み出した。1950年ごろから大気圏内核実験が禁止された1963年までの間に生成された14Cは数トンに上ると見積もられている。この14Cが炭素リザーバー全体に均等に分配されたとすれば14C/12C比の増加は数%にとどまったはずだが、実際には短期的に大気中の14Cを倍増させる効果があった。北半球では1964年が、南半球では1966年がこの効果のピークだった。その後、「ボム・パルス」と呼ばれた核実験起源の炭素がリザーバーに溶け込んでいくにつれて14Cレベルは低下していった。

### 同位体分別
大気から生物圏に炭素が取り込まれるプロセスでもっとも主要なものは光合成である。光合成経路において12Cは13Cよりわずかに吸収されやすく、14Cは逆に吸収されにくい。3種の炭素同位体の摂取率が異なることで、植物中の13C/12C比や14C/12C比の値は大気とずれる。この効果は同位体分別として知られている。
植物試料の分別の度合いは試料中の同位体存在比13C/12CをPDBと呼ばれる標準値と比較することで評価される。14C/12C比ではなく13C/12C比が使われるのは、後者の方が測定しやすく、そこから前者を導出することも容易なためである。同位体分別による存在比の減少は同位体の質量差に比例するため、14Cの減少は13Cの減少の2倍となる。13Cの分別の度合いはδ13Cと呼ばれており、以下のように求められる。
{\displaystyle \delta {\ce {^{13}C}}=\left({\frac {\left({\frac {{\ce {^{13}C}}}{{\ce {^{12}C}}}}\right)_{\text{sample}}}{\left({\frac {{\ce {^{13}C}}}{{\ce {^{12}C}}}}\right)_{\text{PDB}}}}-1\right)\times 1000} ‰
‰記号は千分率を表す。PDB標準は通常より13Cの比率が高いため、δ13Cの測定値は多くの場合負となる。
| 試料             | 典型的な δ13C の範囲 |
| ---------------- | -------------------- |
| PDB              | 0‰                   |
| 海洋プランクトン | −22‰ – −17‰          |
| C3植物           | −30‰ – −22‰          |
| C4植物           | −15‰ – −9‰           |
| 大気CO2          | −8‰                  |
| 海洋CO2          | −32‰ – −13‰          |

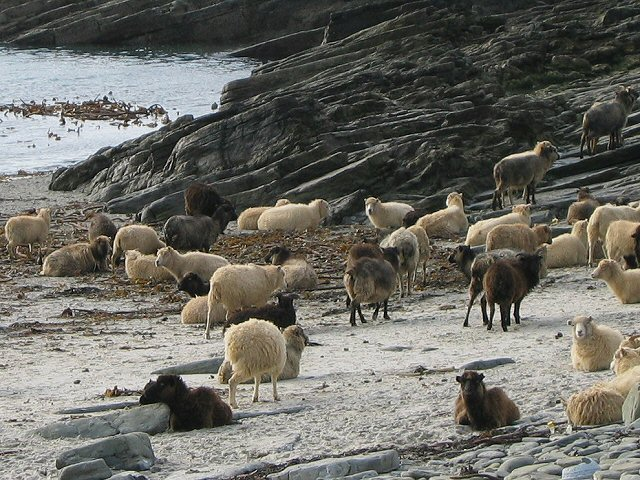
ノース・ロナルドセー島の浜辺にいる島の名と同じ品種名のヒツジの群れ。これらのヒツジは冬季になると草よりδ^{13}Cが高い海藻を餌にする。δ^{13}Cはおよそ−13‰になり、これは草を食べるヒツジよりはるかに高い値である。

海洋生物の光合成反応はあまり詳しく分かっていないが、海洋光合成有機体のδ13C値は温度に依存する。高温ではCO2の水への溶解度が低下し、光合成反応に必要なCO2が減ることになる。この条件の下では分別が抑制されるため、温度が14°C以上になるとそれに応じてδ13C値も高くなる。低温ではCO2の溶解度が上昇して生物にとって利用可能な量が増える。動物のδ13Cは食餌の影響を受け、δ13C値が高い食品を食べる動物はそうではない動物よりδ13Cが高くなる。動物自身の生化学プロセスからの影響もある。たとえば骨塩と骨コラーゲンはどちらも一般に食餌よりも13C 濃度が高い（ただし生化学的な理由は異なる）。骨に13Cが濃縮するということは、排泄物の13Cは摂取した食餌より低いということでもある。
13Cは試料中の炭素の約1%を占めるため、13C/12C比は質量分析法によって正確に測定することができる。δ13Cの典型値は多くの植物や骨コラーゲンなど動物の各部位について実験的に求められているが、試料の年代測定を行うときは文献値ではなくその試料から直接δ13C値を測定するべきである。
大気中の14Cは12Cよりも海水に溶け込みやすいため、大気中のCO2と海洋表面の炭酸塩の間の炭素交換でも分別は起きる。その結果、海洋全体で14C/12C比が大気と比べて1.5%上昇することになる。この14C濃度の増加は放射性炭素年代を若い方におよそ400年ずらす。しかしこのずれは、海水の湧昇による14Cの減少（深水に含まれる炭素は年代が古いため14Cが少ない）とほぼ打ち消し合うので、14C放射性を直接測定して得られる値は他の生物圏とあまり変わらない。しかし生物圏の異なる場所どうしを比較するには同位体分別の補正が欠かせない。補正を行うと表層海水の年代は見かけ上400年となる。

### リザーバー効果
リビーが最初に発表した炭素交換リザーバー仮説では14C/12C比が世界中どこでも一定だと仮定していたが、その後リザーバー間の差異を作り出す要因がいくつか見つかっている。

#### 海洋効果
大気中のCO2は炭酸イオンもしくは炭酸水素イオンとして表層海水に溶け込むことで海洋に移る。同時に海水中の炭酸イオンはCO2として大気に戻る。この交換プロセスにより大気の14Cが表層海水に持ち込まれるが、その14C が海洋の全域に浸透するには長い時間がかかる。海洋の最深部と表層海水との混合は非常にゆっくりしており、一様に混合されるわけでもない。深層水を表層に運ぶ主要な機構である湧昇は赤道周辺で盛んである。湧昇はまた海底や海岸線の局所的な地形、気候、風のパターンからも影響を受ける。全体的に深層水と表層水の混合は大気CO2の表層水への混合よりはるかにゆっくりしているため、深海では見かけの放射性炭素年代が数千年に達することがある。湧昇によってこの「古い」水が表層水に混ぜられることで、表層水の見かけの年代はおよそ数百年になる（分別効果の較正後）。この効果はどの水域でも一様に生じるわけではない。平均の年代上昇は400年だが、地理的に近接した水域の間に数百年の食い違いが生まれることもある。較正にこの偏差を織り込むことは可能であり、CALIB のような較正ソフトウェアには地域的な補正を入力するオプションがある。貝殻のような海洋性有機物や、クジラやアザラシのような海棲哺乳類もこの効果の影響を受けるので見かけの放射性炭素年代が数百年になる。

#### 半球効果
北半球と南半球は実質的に互いに独立した大気循環系を持つので、両者の間の混合には顕著なタイムラグがある。大気の14C/12C比は南半球の方が小さく、放射性炭素年代にして北半球より見かけ上40年ほど古くなる。南半球の方が海洋の面積が大きく、そのぶん海洋と大気の間の炭素交換が盛んなためである。表層海水は海洋効果によって14Cが減少しているため、南半球では大気14Cが北半球よりも早く失われる。この効果は大規模な湧昇が存在する南極で特に大きい。

#### その他の効果
岩石は検出できる量の14Cを含まないほど年代が古いのが一般的であり、淡水が岩石から年代の古い炭素を取り入れると水の14C/12C比は減少する。たとえば河川が石灰岩（主成分は炭酸カルシウム）の上を通過すると炭酸イオンが溶け込む。地下水も岩石の間を流れることで岩石由来の炭素を取り込むことがある。そのような水や、水中で生息する植物や淡水生物は見かけの年代が数千年になる場合がある。この効果には硬水に特有のカルシウムイオンが関わっているため硬水効果と呼ばれる。腐植土などほかの炭素源が同様の効果を生み出すこともあり、炭素源が試料より新しければ見かけの年代が若くなる場合もある。この効果は状況によって大きく変動するため、一律に加えられるようなオフセット値はない。オフセットの大きさを決めるには、堆積物中の淡水性貝類の殻の年代を関連する有機物と比較するような研究を別に行う必要があるのが普通である。
火山が噴火すると大量の炭素が空気中に放出される。この炭素は地質由来のものであるため検出可能な量の14Cを含んでおらず、そのため火山付近の14C/12C比は周囲よりも小さくなっている。休火山も年代の古い炭素を放出することがある。そのような炭素を光合成によって取り込んだ植物も14C/12C比が低くなる。たとえば、アゾレス諸島フルナスのカルデラ地域に自生する植物は見かけの年代が250年から3320年に及ぶことが分かっている。

### コンタミネーション（試料汚染）
年代の異なる炭素が試料に混入すると測定データは不正確になる。現代の炭素による汚染は試料の年代を実際よりも新しく見せる。その影響は試料自体の年代が古いほど大きくなる。1万7千年前の試料が汚染されて1%の現代炭素を含んだとすると、実際より600年新しい結果が出る。3万4千年前の試料であれば同じ汚染から4千年の誤差が生まれる。14Cが枯渇した古い炭素が混入した場合には逆向きの誤差が生じるが、その程度は試料年代に依存しない。試料に古い炭素が1%混入したら、それ自体の年代がどうであれ実際よりも80年古く測定される。

## 試料
年代測定を行う試料は14C含有量を測定するのに適した形に変換する必要がある。適した形は測定方法によって気体・液体・固体のいずれもありうる。汚染物質や不要な構成物質を除去する前処理も必要である。たとえば埋没していた試料からは貫入した小根のような目に見える異物を取り除かなければならない。腐食酸や炭酸塩の汚染を除去するには酸塩基洗浄が有効だが、測定対象となる炭素を含む部分まで除去してしまわないよう注意が必要である。

### 物質ごとの注意点
- 木製の試料は分析前にセルロース成分を抽出するのが一般的だが、それによって体積が20%にまで低下することがあるため原型のまま用いる場合もある。木炭を測定に用いることも多いが、多くの場合汚染の除去が必要になる[59][60]。
- 骨は焼かれていなければ分析可能である。骨の構造体を除去した後に残るたんぱく質成分コラーゲンを分析対象とするのが一般的である。骨の構成アミノ酸の一つヒドロキシプロリンは骨内以外の存在例が知られていなかったため信頼できる指標物質と見なされていたが、後に地下水中に存在することが発見されている[59]。
- 骨が焼かれていた場合、分析できるかは焼かれた条件によって決まる。還元雰囲気中で焼かれて炭化した骨は軟組織が残存していることがあり、その場合は測定が可能である[59]。
- 海生・陸生生物の貝殻はほぼ純粋な炭酸カルシウムである。結晶構造はアラゴナイト、カルサイト、およびそれらの混合のいずれもありうる。炭酸カルシウムは非常に容易に溶解と再結晶を起こす。再結晶の際には環境にある炭素が取り込まれるが、その炭素は地質に由来する可能性がある。再結晶を経た貝殻を分析することが避けられないとしても、一連の試験によって貝殻を元々構成していた部分を特定できる場合もある[61]。貝殻に含まれる生物由来のタンパク質コンキオリンを分析することも可能だが、貝殻の構成物質の1–2%にしかならない[60]。
- 泥炭の主成分はフミン酸、ヒューミン、フルボ酸の三つである。その中では塩基に不溶で環境から不純物を取り込みにくいヒューミンが最も信頼性の高い年代を与える[60]。泥炭が乾燥している場合、試料と識別しづらい小根を除去する困難さがある[59]。
- 土壌には有機物が含まれるが、より年代の新しいフミン酸によって汚染されている可能性が高く、満足いく年代測定を行うのは非常に難しい。土壌をふるいにかけて有機物由来の小片を抽出し、試料サイズが小さくても測定可能な方法を用いるのが望ましい[60]。
- ほかに年代測定が行われた実績がある物質としては、象牙、紙、織物、種子や穀物の粒、泥レンガの中から採取された藁、焼き物に残っていた焦げた食物がある[60]。

### 試料調製と試料サイズ
年代が古い試料については、分析前に試料中の14C量を濃縮するのが有効なことがある。それには熱拡散カラムが用いられる。プロセスには1か月近い期間が必要で、通常の10倍ほどの量の試料が必要になるが、古い試料の14C/12C比をより正確に測定することができ、信頼性のある値が得られる年代の限界を広げることができる。
コンタミネーションを除去した後は試料を測定手段に合わせた形に変換しなければならない。気体が必要なとき広く用いられるのはCO2である。液体シンチレーションカウンタ用の試料は液体にする必要があり、一般的にはベンゼンに変換される。加速器質量分析(AMS) では固体グラファイトのターゲットがもっとも一般的だが、気体のCO2を用いることもできる。
分析に必要な量は試料の種類や分析手段によって異なる。分析手段には大きく分けて放射能を測定する検出器（ベータ線計数）と加速器質量分析の二つのタイプがある。ベータ線計数では通常10グラム以上の試料が必要になる。加速器質量分析はそれよりはるかに感度が高く、炭素の含有量が0.5ミリグラムであっても分析することができる。

## 測定方法とデータ

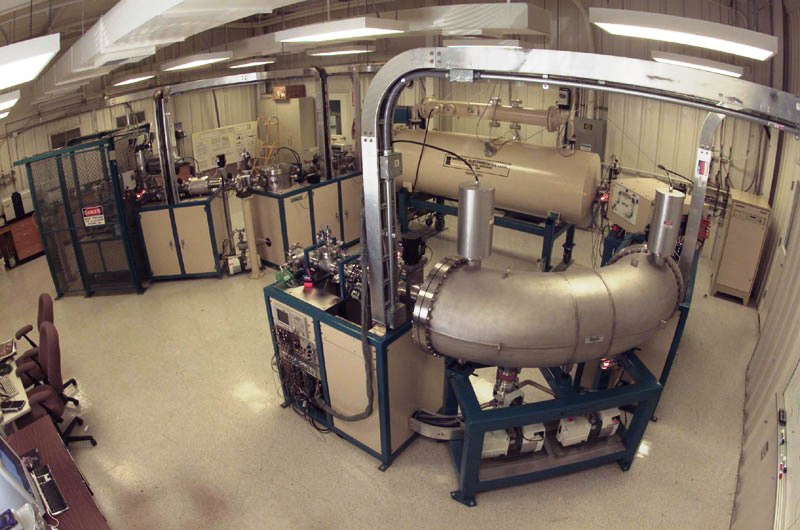
近年では加速器質量分析装置で^{14}Cの測定を行うのがもっとも一般的である。

リビーが最初の放射性炭素年代分析実験を行ってから数十年にわたって、個々の炭素原子の放射性崩壊を検出することが試料中の14Cを測定する唯一の方法だった。このアプローチで測定されているのは試料の比放射能、すなわち単位質量当たり・単位時間当たりの崩壊数である。14C原子の崩壊によって放出されるベータ粒子を検出しているため「ベータ線計数法」とも呼ばれる。1970年代後半には測定対象の14C原子と12C原子の数を加速器質量分析装置 (AMS) によって直接計量する新たなアプローチが登場した。AMSは試料の放射能ではなく14C/12C比を直接計量するが、それらの測定値は互いに正確に換算することができる。しばらくの間はベータ線計数法の方がAMSより正確だったが現在では逆転しており、AMSの方が上位の放射性炭素測定法となっている。AMSはベータ線計数法と比べて精度の向上のほか、小さい試料でも正確に分析できることと、測定が非常に速いという二つの重要な利点がある。AMSでは1%の精度で測定を行うのに数分しか要しないが、それはベータ線計数法で可能な速さをはるかに超えている。

### ベータ線計数法
リビーが最初に使った検出器は手製のガイガー計数管だった。リビーは試料の炭素をランプブラック（すす）に変換し、それを内面に塗った円筒を計数管の中に収め、計数用の電極ワイヤを円筒内に差し入れて試料と電極の間に介在物がないようにした。14Cの崩壊から放出されるベータ粒子は貫通力が非常に弱く、厚さ0.01ミリメートルのアルミ箔で止められてしまうほどなので、間に何かの物質があると検出に影響が出てしまう。
間もなくリビーの方法は核実験によって生じた大気14Cの影響を受けづらいガス比例計数管に取って代わられた。この種の計数管は14Cの崩壊によって放出されたベータ粒子が起こす電離なだれを記録するが、なだれの大きさはベータ粒子のエネルギーに比例するため、14C以外の要因による背景放射などを識別して取り除くことができる。また計数管は背景放射を遮蔽し、宇宙線の入射を低減するため鉛か鋼で覆われる。さらに計数管本体に加えて反同時計数管が併用されている。反同時計数管は計数管本体の外で起きた放射線入射を記録するもので、計数管の内部と外部で同時に起きた現象は外的な要因によるとして無視される。
液体シンチレーション計数法も14Cの放射能を測定する方法として一般的である。この手法が研究開発されたのは1950年だが、ガス計数法と並び立つようになるには1960年代にベンゼンの効率的な合成法が確立するまで待たなければならなかった。1970年以降に建造された年代測定研究施設では液体計数法の方が優勢になった。液体シンチレーションカウンタはベンゼン試料に含まれる14Cが放出したベータ粒子がベンゼンに添加された蛍光物質と反応して発する閃光を検出している。この方法も気体計数管と同じく遮蔽と反同時計数管を必要とする。
ガス比例計数管と液体シンチレーションカウンタが測定しているのはどちらも与えられた期間に検出されたベータ粒子の数である。試料の質量は既知であるため、この数は比放射能の値に換算することができる。比放射能の単位は炭素1グラム当たり毎分計数率（cpm/g C）もしくはベクレル毎キログラム（Bq/kg C）が標準的である。どちらの方法でもブランク試料（十分に年代が古く放射性炭素を含まない試料）の測定が行われる。それにより背景放射の値が求められるので、年代測定対象の放射能の測定値から差し引いて試料の14Cに由来する放射能だけを残す。また標準的な放射能を持つ標準試料も測定して比較の基準とする。

### 加速器質量分析装置 (AMS)

加速器質量分析装置の構成を表す模式図。この装置により炭素同位体の原子数を計数して年代測定を行う。

AMSは試料に含まれる14Cと12Cの原子数を計数することで直接的に14C/12C比を求める。試料はグラファイトの形にされることが多い。試料から放出されたC−イオン（1価の負電荷を帯びた炭素原子）は加速器に導入される。加速を受けた陰イオンはストリッパー部を通過するときに複数の電子を剥ぎ取られ、加速器の設計によって1価から4価までのいずれかの陽イオンに変わる（C+~C4+）。その後イオンは磁石によって軌道を曲げられる。重いイオンは軽いイオンに比べて曲げられ方が弱いため、同位体ごとに分かれたイオン線が作られる。14Cイオン線の粒子数は粒子検出器によって測定されるが、12C（較正用に計数される13Cも）は量が多すぎて個々のイオンを検出することが難しいため、ファラデーカップでイオン線を受けて流れた電流を測ることで粒子数を計数する。13CHのような分子は14Cと質量がほぼ等しいため誤認の可能性があるが、ストリッパー部で大きな正電荷を与えられると解離するため検出にかかることはない。AMS装置の多くは放射性炭素年代の計算に必要なδ13C値も同時に測定する。シンプルな質量分析装置ではなくAMSが用いられるのは、14Nや13CHのような質量の近い分子と炭素同位体を識別するために必要なためである。AMSでもベータ線計数法と同じくブランク試料と標準試料の測定も行われる。ブランク試料には二種類あり、化学的処理を行っていない化石炭素（14Cが枯渇した古い炭素）からなるブランク試料は装置のバックグラウンドを較正するために用いられる。この試料から検出される14C信号はすべて検出器内でイオン線が所定の軌道から逸れたことによるか、12CH2や13CHのような炭化水素由来のものである。化石炭素に年代測定対象とまったく同じ処理を行ってターゲット物質に変換したものはプロセスブランク試料と呼ばれ、試料調製の過程で混入するコンタミネーション量の指標となる。これらの測定結果を用いて試料の年代測定を計算する。

### 計算
ベータ線計数法が試料の放射能を測定しているのに対し、AMSは試料中の炭素同位体三種の存在比を求めているため、測定結果の計算法は測定法によって変わる。
ベータ線計数によって放射能を測定した試料の年代を決定するには、その比放射能の標準試料比放射能に対する比を求める必要がある。そのためには化石炭素からなるブランク試料と、比放射能の値が既知の試料の測定も必要になる。それによって背景放射や研究室の設備で生じる系統的な誤差を検出して補正することができる。もっとも一般的に用いられる標準試料はシュウ酸で、1997年にアメリカ国立標準技術研究所 (NIST) がフランス産ビートから1000ポンド分を調製したHOxII標準などがある。
AMS分析から得られた同位体存在比は Fm (fraction modern) 値に換算される。Fmは試料中の14C/12C比を現代炭素の14C/12C比で割った値として定義される。「現代炭素の14C/12C比」とは、化石燃料効果が存在しなかったと仮定したとき1950年に測定されるであろう値を意味する。
ベータ計数法とAMSの測定結果はどちらも同位体分別の補正が必要である。年代が等しくとも物質が異なれば分別効果によって14C/12Cが異なるので、見かけの年代に差が生じてしまう。これを避けるため、放射性炭素の測定値はすべて、試料がδ13C値−25‰の木材でできていた場合に測定されるであろう値へと変換される。
補正後の14C/12C比が求められたら、以下のように「放射性炭素年代」(Age) を計算する。
{\displaystyle {\text{Age}}=-\ln({\text{Fm}})\cdot 8033{\text{ years}}}
この計算に用いられる平均寿命の値8033年はリビーの半減期5568年から導出されるものである。近年のより正確な半減期5730年によると平均寿命は8267年となるが、その値は用いられない。リビーの値が使われるのは初期の分析結果との整合性を保つためである。較正曲線にはその補正が取り入れられているので、最終的に記述される暦年代は正確なものである。

### 誤差と信頼性
分析時間を長くすれば結果の信頼性は向上する。例として、250分間にわたってベータ崩壊の計数を行うことで±80年の誤差、68%の信頼度が得られるのであれば、計数時間を倍の500分間にすれば同じ信頼度で測定するのに必要な14Cの量が半分になる。
放射性炭素年代測定が可能なのは通常5万年までの年代に限られる。それより古い試料には測定に十分なほどの14Cが含まれていない。ただし、特殊な試料調製手法を用い、大きなサイズの試料を用意し、測定時間を大幅に長くすることでそれより古い年代のデータも得られている。これらの手法によれば6万年までの年代測定が可能で、ケースによっては7万5千年でも可能になる。
測定された放射性炭素年代は平均値に加えて正負両側に標準偏差の範囲（標準偏差をσとして1σの範囲) を併記するのが普通である。ただし1σの年代範囲は信頼水準にして68%に過ぎず、測定対象の真の年代が範囲外にある可能性は低くない。そのことは1970年に大英博物館放射性炭素研究所が行った6カ月にわたって同じ試料を毎週測定する実験で明らかにされた。週ごとの測定結果は大きく変動しており（ただし測定誤差は正規分布に従っていた）、信頼度1σの範囲では互いに重なり合わないデータもあった。ある測定では4250–4390年の範囲が、別の測定では4520–4690年の範囲が得られている。
実験過程で起きたミスも誤差の原因となる。現代のベンゼン標準試料の1%が蒸発してしまったとすると、シンチレーションカウンタによる放射性炭素年代は若い方におよそ80年ずれる。

### 較正

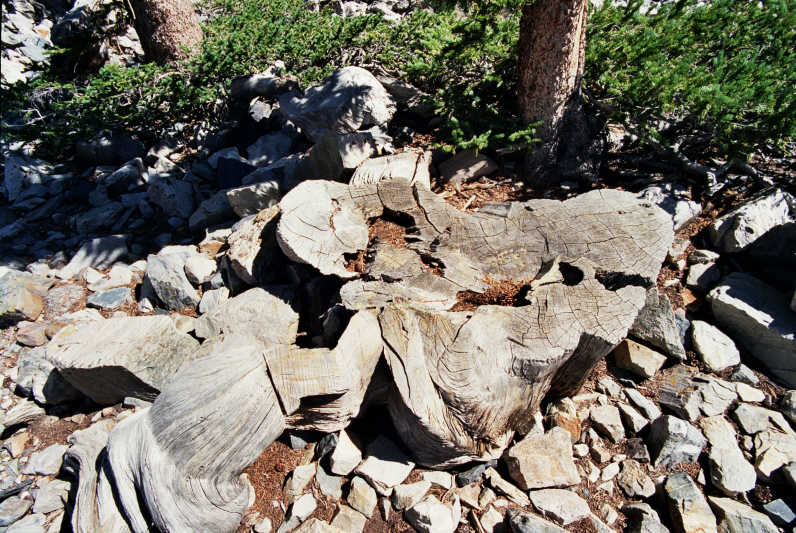
非常に樹齢の古いイガゴヨウマツの切り株。放射性炭素年代測定の較正曲線を構築するための年輪データを得るのに用いられた種の一つである。

上記の手順によって得られる値は放射性炭素年代と呼ばれる。これは歴史上14C/12C比が常に一定だったという仮定に基づく年代を意味している。リビーは1955年にすでにこの仮定が誤っている可能性を指摘していたが、放射性炭素年代に較正を行わなければ暦年代が得られないことが明らかになったのは、歴史的に明らかな遺物の年代と測定結果との食い違いが増えてきてからのことである。
暦年代を放射性炭素年代と関係づけるための曲線を作成するには、暦年代が確定している一連の試料から放射性炭素年代のデータ列を得る必要がある。そのようなデータ列の最初の例は年輪の研究から見出された。木材はいずれも特徴的な同心円状の年輪によって構成されており、個々の年輪の厚さは降雨量の逐年変化のような環境要因によって決まる。環境要因は同じ地域に生えているすべての樹木に影響を与えるので、古い樹木の年輪シーケンスを比べれば互いに重なり合う部分が見つかる。これにより連続する年輪データ列を相当な過去にまで伸ばすことができる。ウェスリー・ファーガソンはイガゴヨウマツ (Pinus aristata)の年輪を用いてそのようなデータ列を最初に公刊した。ハンズ・スースはそれを利用して1967年に最初の放射性炭素年代測定用の較正曲線を発表した。スースの曲線は直線と二つの点で異なっていた。およそ9千年周期の長周期ゆらぎと、それより短い数十年周期の変動（「ウィグル」と呼ばれる）である。ウィグルが人為的なアーティファクトなのか、それとも真に存在するのかはすぐには明らかにならなかったが、現在ではその実在は広く認められている。この短周期ゆらぎはヘッセル・デ・フリースにちなんでデ・フリース効果と呼ばれている。

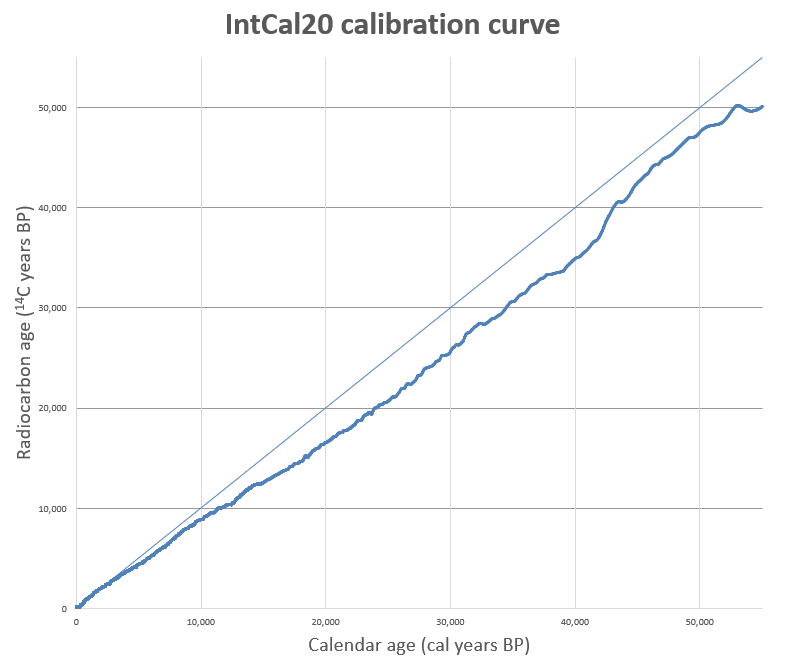
IntCal20の北半球曲線。2020年時点で最新の標準較正曲線である。斜めに引かれた直線は放射性炭素年代と暦年代が一致する場合を示している。

その後30年以上にわたって様々な手法や統計学的アプローチによる較正曲線が次々に発表された。それらを淘汰したのはIntCalシリーズの較正曲線だった。1998年に発表されたIntCal98を皮切りに、2004年、2009年、2013年、2020年に改訂版が出ている。年輪、年縞、サンゴ、大型植物化石、洞窟生成物、有孔虫から集められた新しいデータを用いて更新が重ねられたものである。IntCal20には半球効果による北半球と南半球の間の系統的なずれに対応した別々の曲線が用意されている。南半球曲線 (SHCAL20) は可能な限り独立のデータを用いているが、直接データが利用できない場合には北半球曲線に平均的なオフセットを加算することで構成されている。また別に海洋較正曲線 (MARINE20) も含まれている。
較正曲線を使うには、試験所が報告した放射性炭素年代の値をグラフの縦軸から探し、そこから水平線を引く。水平線が曲線と交わる点で読んだ横軸の値が試料の暦年代を示す。これは曲線を作成したのと逆の手順であり、較正曲線グラフの各データ点は年輪のように年代が既知の試料を測定して得られた放射性炭素年代の結果を表している。ウィグル（グラフの波打ち）の存在により、放射性炭素年代の値から引いた水平線が較正曲線と複数回交差することもある。この場合、較正結果の暦年代は複数の交点に対応する複数の年代範囲として表記されることになる。相対年代が明らかな一組の試料があれば、それらを用いて較正曲線のサブセットを構築することもできる。それを本来の較正曲線と比較すると試料シーケンスをどの年代に当てはめればもっとも一致するかが分かる。この「ウィグルマッチング法」は個別の放射性炭素年代分析では不可能なほど正確に年代が決定できる。この方法は較正曲線にプラトー（平坦部分）がある領域でも適用可能なので、グラフの交点を用いる方法や確率的な方法よりはるかに正確なデータが得られる。ウィグルマッチング法は年輪だけに適用されるわけではない。例として、ニュージーランドで採取されたあるテフラ成層構造は人類の移住以前のものと信じられていたが、ウィグルマッチング法によって1314±12年のものと決定された。
較正が必要な放射性炭素年代がいくつかある場合にはベイズ推定の手法が使える。たとえば層序的な位置が異なるいくつかの場所の放射性炭素年代を求めるとき、時間的な順序の事前情報を元にしてベイズ分析を行えば外れ値の評価を行ったり、確率分布の精度を高めることができる。ベイズ分析が導入された当初は計算にメインフレームコンピュータが必要だったため応用は限られていたが、昨今ではOxCalのようなパソコン用プログラムにもベイズ分析が実装されている。

### 年代の表記
最初の試料が測定されて以来、放射性炭素年代の測定結果の表記法はいくつか存在してきた。2019年時点で Radiocarbon 誌が定めている標準的なスタイルは以下の通りである。
未較正の年代は「laboratory: 14C year ± range BP」と表記する。記号の意味は以下の通り。
- laboratory は試料分析を行った研究所のコードと試料IDを示す。
- 14C year はその研究所の同定結果を放射性炭素年代の値で表したものである。
- range は研究所が定めた信頼区間 1σ での誤差を表す。
- 「BP」は「before present」の略で、西暦1950年を基準とする年代を意味する。すなわち「500 BP」は西暦1450年のことである。

例として「UtC-2020: 3510 ± 60 BP」という表記が意味するのは、試料がユトレヒト大学のロベルト・ファン・デル・グラーフ研究所（UtC。後に地球シミュレーション研究所に改称）で分析されて試料番号「2020」を与えられたということと、未較正の年代が1950年現在から3510±60年前だということである。また「1 ka BP」という表記は「1000 BP」と等しい。たとえば「10 ka BP」は現在から1万年前（紀元前8050年）を表す。年代測定法を明示したい場合、放射性炭素年代であれば単なる「BP」の代わりに「14C yr BP」を用いる。熱ルミネッセンス法であれば「TL yr BP」となる。較正済みの放射性炭素年代はしばしば「cal BP」などと書かれる。Radiocarbon 誌は較正後の年代が統計的に導かれた値であることを強調しており、確定した暦年代ではなく「cal date-range confidence」（date-range は年代範囲、confidence は信頼水準）のように年代範囲として表記するよう求めている。例として「cal 1220–1281 AD (1σ)」とあったなら、信頼水準1σ、つまりおよそ68%の確率で1220年から1281年までの間に真の年代が存在するという意味である。較正後の年代も「BC」や「AD」の代わりに「BP」で標記して構わない。分析結果の較正には最新のIntCal曲線を用いることが推奨され、較正に用いたOxCalなどのプログラムをすべて特定することも求められる。2014年の Radiocarbon 誌に掲載された放射性炭素年代の報告に関する慣行についての論文では、そのほかにも試料物質、前処理法、精度管理実験などの実験方法を記載することが推奨されている。また較正に用いたソフトウェアのバージョンや選択したオプションやモデルを特定すること、ならびに較正後の年代範囲それぞれの確率を付記することも推奨された。

## 考古学への応用

### 解釈
放射性炭素年代を解釈する上で鍵となる概念は考古学でいう共伴（同じ遺構で発見された複数の遺物の間にどんな関係があるか）である。調べたい遺物が直接的に放射性炭素分析を行えない状況は多い。たとえば金属の副葬品には放射性炭素分析を行えないが、同じ墓には同時に埋葬されたと思われる棺や木炭などが存在するかもしれない。そのような場合、棺や木炭と副葬品の間には直接的な機能上の関係があるため、前者の年代は副葬品が埋められた年代の指標となる。機能上の関係はなくとも強い共伴関係が存在する場合もある。例として、ごみ捨て場の木炭層が与える年代はごみ捨て場自体の年代と何らかの関係がある。
考古学の発掘で出土した古代遺物の年代を測定するときは試料のコンタミネーションが特に問題となり、試料選択と調製には細心の注意が必要となる。2014年にトマス・ハイアムと共同研究者はネアンデルタール人の人工遺物についてそれまで報告された年代は「若い炭素」による汚染のため実際より新しかったと主張した。
成長中の樹木は最外層の年輪だけが環境と炭素を交換するので、木材試料の年代測定値は樹木のどの部分から取られたかによって変わる。このため木材試料の放射性炭素年代は木が伐採された年代より古い可能性がある。さらに、木材が複数の用途に使われた場合には伐採から発掘された状況にいたるまでにかなりの時間が経過していることもある。これはしばしば「古木効果」と呼ばれる。英国ウィジー・ベッド・コップスで青銅器時代に利用されていた木道はその一例で、明らかに別の用途に使われていた木材で作られている。別の例として、流木が建材に利用されることがある。そのような再利用がなされていたかどうかは常に識別できるわけではない。木材以外にも同じ問題はある。新石器時代の集落ではかごの防水加工にアスファルトが用いられていたことが知られているが、かごが使用されていた年代に関わらず、アスファルトの放射性炭素年代は測定できないほど古い。したがってかごから取った試料を分析するときは注意しないと誤った年代を得ることになる。再利用と関連した問題に埋没時期のずれがある。たとえば、長い期間にわたって使われていた木製品は、埋没した周囲の状況の実年代よりも古い年代を与える。

### 考古学以外での利用
放射性年代が利用される分野は考古学だけではなく、地質学、堆積学、湖沼学においても有用である。AMSを用いれば微小な試料の年代測定が行えるため、古植物学者や古気候学者は堆積成層構造から抽出された花粉や、微量の植物片や木炭の放射性炭素年代を直接的に測定することができる。地層から採取される有機物の年代は、異なる場所の地質学的に似通った地層の間の相互関係を解き明かすのに有用である。一方の場所から採取した物質を分析することで他方の年代についての情報を得ることができ、それらの年代を通じて地質学的なタイムライン全体の中での位置づけを行うこともできる。
放射性炭素は生態系から放出された炭素の年代を調べるためにも用いられる。特に、埋蔵されていた古い炭素が人為的な干渉や気候変動によって放出された量はこの方法でモニタされている。近年では現場採取技術の向上により重要な温室効果ガスであるメタンや二酸化炭素の年代測定が可能になっている。
また、犯罪捜査に用いられる場合もある。1970年にノルウェーで見つかった身元不明の女性遺体、通称「イスダルの女」の顎から採られた歯を用いた放射性炭素年代測定による身元調査が2017年に行われた。
測定結果によると、イスダルの女は1926年から1934年の間にドイツのニュルンベルク付近で生まれ、幼少期にフランス国内もしくは仏独の国境地帯に引っ越した可能性が高いとされている。 
「イスダルの女」の出自に関しては、それまでの証拠（筆跡や生前の彼女と思われる人物と話した人物の証言など）から導き出された最も有力な推論を裏付ける測定結果となった為、概ね支持されている。しかし、遺体の状況や遺留品の不可解さから身元については諸説あり、今も尚身元不明である。

### 重要な応用例

#### トゥークリークス化石林における更新世／完新世境界
更新世は約260万年前にはじまった地質年代（世）で、およそ11700年前に現在の完新世に取って代わられた。二つの境界は急激な気候温暖化で定義されるが、地質学者は20世紀の大部分にわたってそれがいつ起きたかを可能な限り正確に決定しようとしてきた。米国ウィスコンシン州トゥークリークスにおいて化石林（トゥークリークス埋没林州自然地域）が発見され、更新世の間にこの地域で起きた最後の氷河南進であるヴァルダーズ氷河の再前進によって死滅した森林だということが判明した。放射性炭素年代の登場以前には、この化石林の年代はトゥークリークスで形成された堆積構造の周年変動（年縞）をスカンジナビアのものと比較することで調べられていた。それによって同定された年代は2万4千年から1万9千年の間で、その年代が、北米でウィスコンシン氷期の氷河が最終的に後退して更新世が終わる前に行われた最後の氷河前進の時期を示すとされた。1952年にリビーはトゥークリークスおよび周辺にある類似の発掘地2か所から採取した複数の試料の放射性炭素年代を報告した。平均11404 BP、標準偏差350年であった。放射性炭素年代に較正が必要であることがまだ理解されていなかったため、この値は未較正のものである。それから10年のうちに行われた再実験により平均の年代が11350 BPだと裏付けられた。最も正確だと思われるデータの平均は11600 BPを示していた。スカンジナビアの年縞を研究していた古植物学者エルンスト・アンテヴスは初めその見解に抵抗していたが、やがてほかの地質学者から顧みられなくなった。1990年代にはAMSでの測定が行われ、（未較正で）11640 BPから11800 BPの年代が得られた。いずれも標準誤差は160年であった。それに続いてトゥークリークス化石林から採取された単一の試料を70カ所の研究所が測定するラボ間比較試験が行われた。年代の中央値は11788±8 BP（信頼水準2σ）であり、較正後の年代範囲は13730–13550 cal BPとなった。トゥークリークスの放射性炭素年代測定は更新世末北米における氷河活動の理解に決定的な役割を果たしたと評価されている。

#### 死海文書

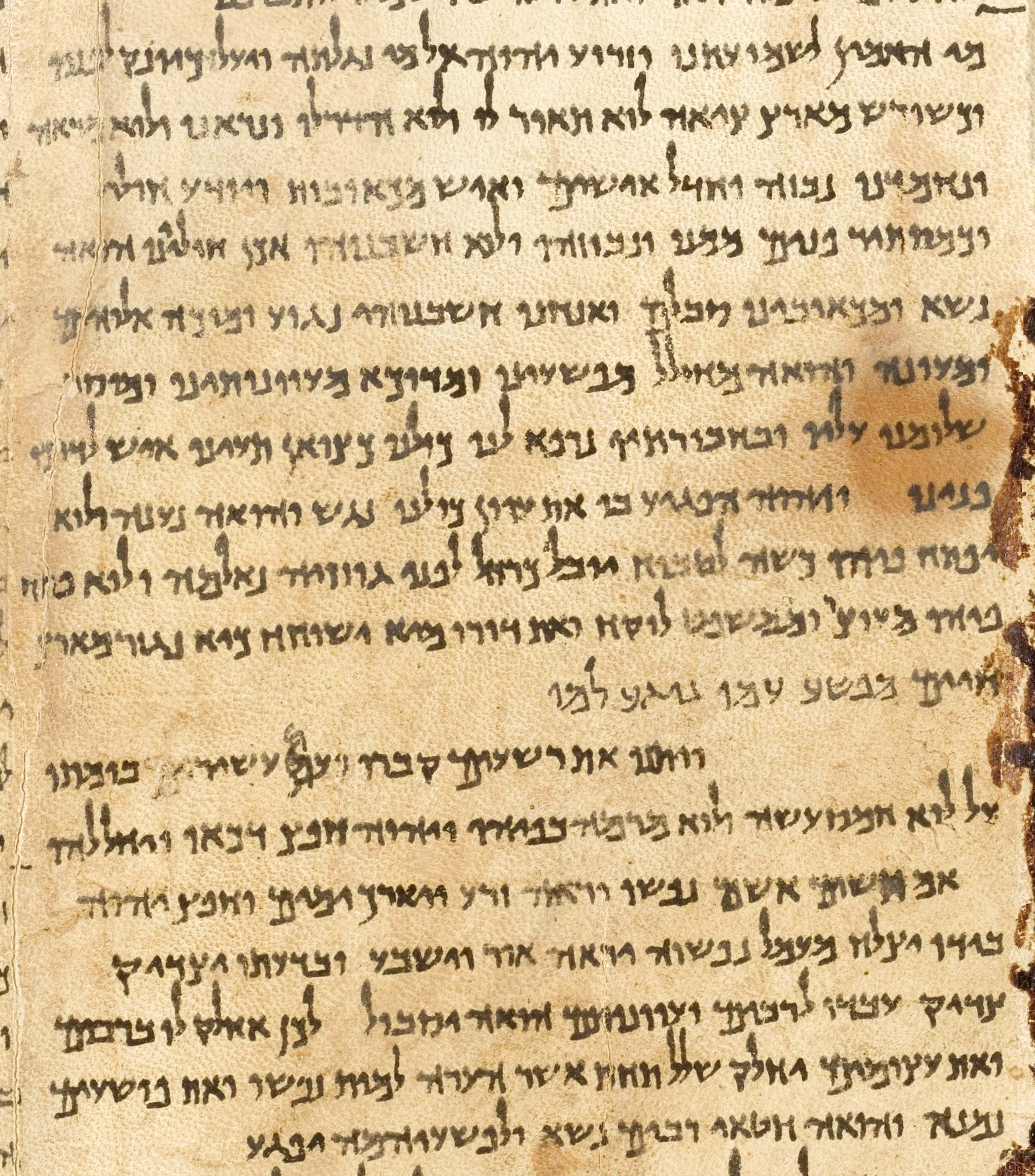
死海文書の一つであるイザヤ書の一部。

1947年、死海周辺の洞窟からヘブライ語とアラム語の文章が書かれた巻物が複数発見され、その多くはユダヤ教の小宗派エッセネ派の手によると見られた。死海文書と呼ばれるようになったこれらの文書には、ヘブライ語聖書を構成する書物の知られている限りもっとも古い版が含まれており、聖書テキストの研究に大きな意味を持っていた。リビーは文書の一つイザヤ書を包んでいた亜麻布片を1955年に調査し、1917±200年の年代と見積もった。21編の文書に対しては書体に基づく古書体学的な年代分析が行われた。1990年代になって、それらの文書の一部が、古書体学の分析が行われていない文書とともに2か所のAMS研究所によって年代分析にかけられた。結果は紀元前4世紀前半から紀元後4世紀中盤までの範囲にわたった。2編を除くすべての文書が古書体学による推定から100年以内の年代範囲に収まった。イザヤ書も分析にかけられた中の一つだったが、信頼水準2σで真の年代が存在する可能性のある年代範囲は、較正曲線の形状が原因で二つに分かれた。紀元前355年から紀元前295年の範囲が確率15%、紀元前210年から紀元前45年の範囲が確率84%である。しかしこれらの結果は、AMS分析の前に文書を読みやすくするため現代のひまし油が塗られていたことで批判を受けた。ひまし油の除去が不十分で年代が若い方にずれた可能性があるというのだった。この批判は複数の論文によって賛否が論じられている。

### 影響
リビーの1949年の論文が『サイエンス』誌に掲載されて間もなく、世界中の大学で放射性炭素年代の研究所が設立され始めた。1950年代末にはその数は20か所以上になっていた。放射性炭素年代測定の分析結果には若干の矛盾が見られ、当時はその理由は分かっていなかったが、測定原理が妥当であることは短期間で明らかになった。
放射性炭素年代分析の発展は考古学に巨大な影響を与えた。その影響は「放射性炭素革命」と言われることが多い。人類学者R・E・テイラーは「14C年代データは地域的・地方的・大陸的な境界を超越する時間スケールを作り出すことで世界を包括する先史学を可能にした」と言った。層位学的もしくは型式学的（石器や陶磁器などの）な方法が主流だったころよりも正確に遺構内の年代分析ができるようになったほか、距離的に大きく離れた地点間の年代比較や年代同期が行えるようになった。放射性炭素年代測定ではデータ収集を正しく行うことで分析試料とほかの遺物の共伴関係を固めることができるので、放射性炭素年代の登場は考古学のフィールド調査技術を発展させたとも言える。ただしフィールド調査技術の向上は14C年代データの妥当性を否定する試みの中で生まれてきた面もある。テイラーはまた、確定的な年代情報が得られるようになったことで考古学者は発掘物の年代決定に精力を傾ける必要がなくなり、研究における専門的な問題の幅が広がったとも言っている。例えば1970年代以降の考古学では人間行動の変遷を取り扱った研究が急増している。
放射性炭素が与えた年代決定の枠組みは、先史時代の欧州でイノベーションがどのように伝播したかについての定説に変化をもたらした。それまで学術研究者は、新しい概念は主として欧州内をゆっくりと拡散するか、侵略者が新しい文化を伝えることによって伝播してきたと考えていた。それらの説が多くの事例について放射性炭素年代によって否定され始めると、イノベーションが地域ごとに生まれることもあると考えなければならないことが明らかになってきた。これは「第二の放射性炭素革命」と呼ばれるようになった。考古学者リチャード・アトキンソンは英国の先史学に対する放射性炭素年代測定の影響を「征服者による文化伝播説（→invasionism）という進行性疾患」への「抜本的な治療」と表現している。テイラーはまた、微小な試料でも正確な測定を行えるAMSの影響を、第三の放射性炭素革命につながりうるものだと言っている。より広い観点からは、放射性炭素年代測定の成功は考古学的データに対する分析的・統計的なアプローチへの関心を高める役も果たした。
一般に興味が持たれている物品に放射性炭素年代分析が行われることもある。磔刑で死んだイエス・キリストの像を写し取った亜麻布だとされるトリノの聖骸布はその一例である。1988年に三カ所の独立した研究所によって行われた聖骸布から取られた布片試料の年代分析の結果は14世紀の起源を示唆しており、1世紀の聖遺物としての真正性が疑われることになった。
考古学の年代測定に応用できる宇宙線由来の放射性同位体を炭素以外から探す研究もなされている。例としては3He、10Be、21Ne、26Al、36Clがある。これらの同位体は1980年代に発展したAMSによって十分正確に計数することができ、主に岩石の年代測定に応用されている。自然に存在する放射性同位体も年代測定に応用することが可能であり、カリウム-アルゴン法、アルゴン-アルゴン法、ウラン-トリウム法のような手法がある。そのほか考古学で用いられる年代測定手法には熱ルミネッセンス法、光励起ルミネッセンス法、電子スピン共鳴法、フィッショントラック法があり、また年輪年代法やテフロクロノロジー、年縞年代法のように周年変化する縞や層を利用する手法も存在する。

## 日本での実例
日本の試料で初期に測定された例として、千葉市花見川区朝日ケ丘町にある東京大学検見川総合運動場の落合遺跡で発掘された丸木舟がある。植物学者でハスの権威者でもある大賀一郎は丸木舟と同時にハスの果托が出土したことを知り、1951年3月3日から地元の小・中学生や一般市民などのボランティアの協力を得てこの遺跡の発掘調査を行った。そして、3月30日に出土したハスの実は育ち翌年の1952年7月18日にピンク色の大輪の花を咲かせ大賀ハスと命名された。また大賀は年代を明確にするため、ハスの実の上方層で発掘された丸木舟のカヤの木の破片をシカゴ大学原子核研究所へ送り年代測定を依頼した。シカゴ大学のウィラード・リビーらによって放射性炭素年代測定が行われ、3075年 ±180年前のものとされた。
特筆すべきものとしては、1950年・1955年に調査された夏島貝塚の縄文時代早期の層から出土したカキ殻と木炭がある。1959年3月と6月に、ミシガン大学から杉原荘介に、炭素14年代法による年代値は、貝殻BP9450±400と木炭BP9240±500であったことが報告された
。この結果、縄文時代早期は9500年前と初めて測定され縄文土器が世界最古の土器文化である可能性が指摘された。これは日本の考古学者の多くを驚愕させた。また、測定を依頼した芹沢長介らと、大陸で出土した遺物の年代から3000年前と主張する山内清男との間で論争が起きている。
青森県東津軽郡外ヶ浜町の大平山元I遺跡の縄文時代草創期の土器製作時期が、通説より4500年も古い（早い）1万6500年前と1999年4月に発表された。この実年代は、ワシントン大学のスタイヴァーらが炭素14年代を年輪年代や珊瑚年代を使って暦年に換算する国際校正曲線 (INTCAL 98) を使ったものである。また、弥生時代の開始期は通説では紀元前5 - 紀元前4世紀ごろであったが、2003年3月の国立歴史民俗博物館の発表では約500年古い（早い）約3000年前（紀元前10世紀終頃、つまり、九州北部の弥生時代早期が前949年 - 915年から、前期が前810年頃から、中期が前350年頃から、それぞれ始まった。）に遡る結果が出た。
その後国内独自の年代校正曲線が国際校正曲線と異なることが判明し、また土器等に付着する海水由来の塩分によるリザーバー効果により年代が実際より古く推定されることも判明したために、縄文時代の開始時期については依然として議論が続いている。